# Miss World 1961

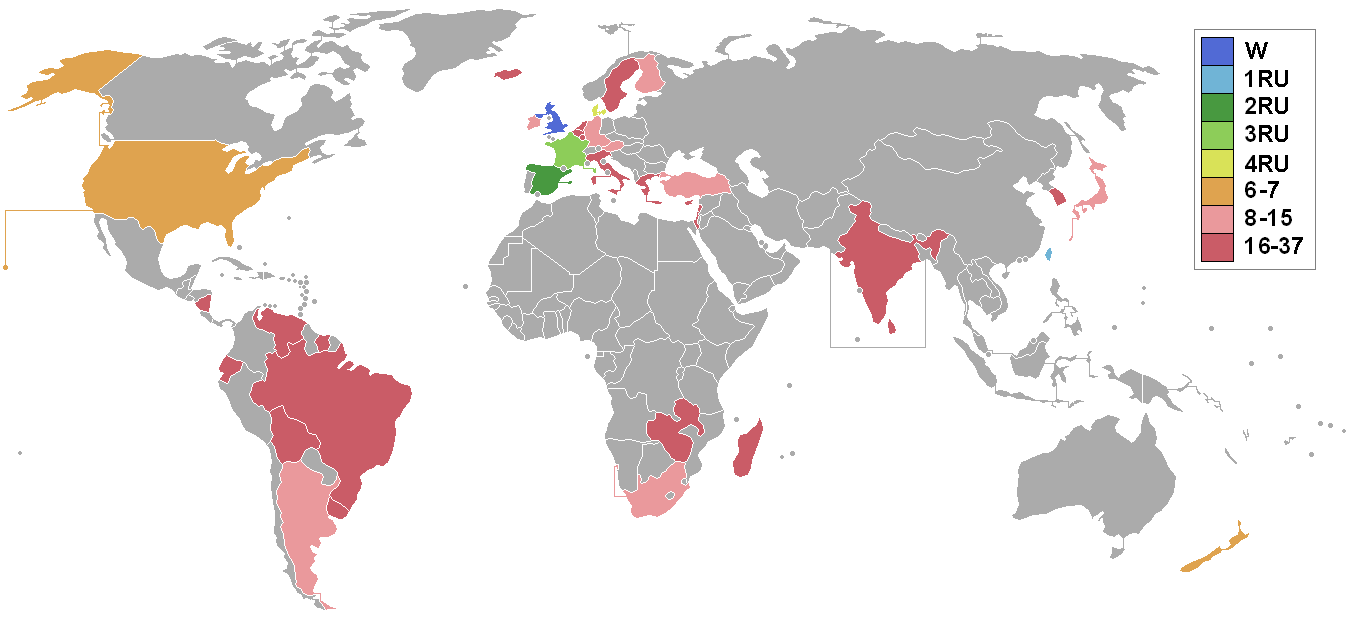
Kraje i terytoria, które wysłały delegacje oraz zajęte miejsce

Miss World 1961 – 11. wybory Miss World, wygrała je Rosemarie Frankland – przedstawicielka gospodarzy konkursu. Konkurs został rozegrany 9 listopada 1961 r., tradycyjnie w Lyceum Theatre w Londynie. Galę finałową poprowadził Michael Aspel.

## Wyniki
| Wyniki finału   | Uczestniczka/Uczestniczki |
| --------------- | --- |
| Miss World 1961 | - Wielka Brytania – Rosemarie Frankland |
| 1. wicemiss     | - Tajwan – Grace Li Shiu-ying |
| 2. wicemiss     | - Hiszpania – Maria del Carmen Cervera Fernández |
| 3. wicemiss     | - Francja – Michèle Wargnier |
| 4. wicemiss     | - Dania – Inge Jörgensen |
| Finalistki      | - Stany Zjednoczone – Jo Ann Odum - Nowa Zelandia – Leone Mary Main |
| Półfinalistki   | - Argentyna – Susana Julia Pardal - Austria – Hella Wolfsgrubej - Finlandia – Ritva Tuulikki Wächter - Irlandia – Olive Ursula White - Japonia – Chie Nurakami - RFN – Romy März - Południowa Afryka – Yvonne Brenda Hulley - Turcja – Güler Samuray |

## Uczestniczki
- Argentyna – Susana Julia Pardal
- Austria – Hella Wolfsgrubej
- Belgia – Jacqueline Oroi
- Boliwia – Nancy Cortez Justiniano
- Brazylia – Alda Maria Coutinho de Moraes
- Cejlon – Sushila Perera
- Cypr – Andreava (Rita) Polydorou
- Dania – Inge Jörgensen
- Ekwador – Magdalena Davila Varela
- Finlandia – Ritva Tuulikki Wächter
- Francja – Michèle Wargnier
- Grecja – Efstathia (Efi) Karaiskaki
- Hiszpania – Maria del Carmen Cervera Fernández
- Holandia – Ria van Zuiden
- Indie – Veronica Leonora Torcato
- Irlandia – Olive Ursula White
- Islandia – Johanna Kolbrun Kristjansdóttir
- Izrael – Er'ela Hod
- Japonia – Chie Nurakami
- Korea Południowa – Hyun Chang-ae
- Liban – Leila Antaki
- Luksemburg – Vicky Schoos
- Madagaskar – Jeanne Rakatomahanina
- RFN – Romy März
- Nikaragua – Thelma Arana
- Nowa Zelandia – Leone Mary Main
- Tajwan – Grace Li Shiu-Ying
- Południowa Afryka – Yvonne Brenda Hulley
- Federacja Rodezji i Niasy – Angela Joyce Moorcroft
- Stany Zjednoczone – Jo Ann Odum
- Surinam – Kitty Essed
- Szwecja – Inger Margaretha Lundquist
- Turcja – Güler Samuray
- Urugwaj – Roma Spadachinni Aguerre
- Wenezuela – Bexy Romero Tosta
- Wielka Brytania – Rosemarie Frankland
- Włochy – Franca Cattaneo

## Notatki dot. państw uczestniczących

### Debiuty
- Tajwan
- Surinam

### Powracające państwa i terytoria
Ostatnio uczestniczące w 1955:
- Cejlon

Ostatnio uczestniczące w 1956:
- Nowa Zelandia

Ostatnio uczestniczące w 1958:
- Wenezuela

Ostatnio uczestniczące w 1959:
- Austria

### Państwa i terytoria rezygnujące oraz państwa nieuczestniczące
- Australia
- Birma
- Jordania
- Kanada
- Kolonia Kenii
- Norwegia
- Tahiti
- Tanganika